# Rhamnus atlantica
Rhamnus atlantica là một loài thực vật có hoa trong họ Táo. Loài này được (Murb.) Stübing, Peris & Figuerola miêu tả khoa học đầu tiên năm 1993.